# Mengíbar
Mengíbar település Spanyolországban, Jaén tartományban. Mengíbar Jaén, Cazalilla, Espeluy, Jabalquinto, Torreblascopedro és Villatorres községekkel határos. Lakosainak száma 10 011 fő (2024).

## Népesség
A település népessége az elmúlt években az alábbi módon változott:
| Lakosok száma | 8360 | 8963 | 9222 | 9572 | 9908 | 9943 | 9916 | 9941 | 9965 | 10 011 |
|               | 2001 | 2004 | 2007 | 2009 | 2012 | 2014 | 2017 | 2019 | 2022 | 2024   |